# Petit pic de Tapou
Ne doit pas être confondu avec Grand pic de Tapou.
Le Petit pic de Tapou est un sommet des Pyrénées, situé sur la frontière franco-espagnole entre les Hautes-Pyrénées, en région Occitanie, et la province de Huesca dans la communauté d'Aragon, qui culmine à 2 923 ou 2 925 mètres d'altitude dans le massif du Vignemale.

## Géographie
Il est situé entre le département des Hautes-Pyrénées en pays Toy, en partie ouest de la vallée d'Ossoue sur la commune de Gavarnie-Gèdre, et la partie nord de la vallée de Bujaruelo en Espagne.

### Topographie
Il est situé au sud-est du pic du Milieu et au nord-ouest du pic du Port du Pla d'Aube. Il surplombe les lacs du Montferrat au sud-ouest.

### Hydrographie
Le sommet délimite la ligne de partage des eaux entre le bassin de la Garonne côté nord, qui se déverse dans l'Atlantique, et le bassin de l'Èbre, qui coule vers la Méditerranée côté sud.

## Voies d'accès
Côté français, versant ouest, au départ du barrage d'Ossoue (1 829 m). Prendre par le GR 10 en direction des lacs du Montferrat vers la brèche de Tapou.
Versant ouest côté espagnol, depuis la vallée de Bujaruelo, via le GR 11 depuis le refuge de Labaza.

## Protection environnementale
Le pic est situé dans le parc national des Pyrénées et fait partie d'une zone naturelle protégée, classée ZNIEFF de type 1, « vallons d'Ossoue et d'Aspé », et de type 2, « haute vallée du gave de Pau : vallées de Gèdre et Gavarnie ».